# Helmut Andexlinger
Helmut Andexlinger (* 1973 in Haslach an der Mühl, Oberösterreich) ist ein österreichischer Graveur und Münzdesigner.

## Leben
Helmut Andexlinger absolvierte die Fachschule für Metalldesign in Steyr sowie das Studium der Kommunikationswissenschaften an der Universität Wien. Seit 1996 in Wien lebend, ist er für die Münze Österreich AG als Graveur tätig und verantwortlich für die Gestaltung von Münz- und Medaillendesigns für das In- und Ausland. Eines seiner bekanntesten Werke ist der Siegerentwurf der 2-Euro-Gedenkmünze 10 Jahre Euro-Bargeld 2012, die in allen Euroländern und San Marino ausgegeben wurde, mit einer Gesamtauflage von 90 Millionen Stück.

## Werke (Auswahl)
- 20 Schilling: 150 Jahre österreichische Briefmarke (2000)
- 50 Schilling: Johann Strauss (1999), Abschied vom Schilling (2001)
- 500 Schilling: Schattenburg (BS, 2001)
- 2 Euro: 50 Jahre Staatsvertrag (2005), 50 Jahre Vertrag von Rom (2007), 10 Jahre Euro-Bargeld (2012)
- 3 Euro: Wertseite (2016), Fledermaus (2016)
- 5 Euro: Wertseite[4] (2002), Joseph Haydn (2009), Pummerin (2011), Land der Wälder (2011), Neujahrsmünze 2014
- 10 Euro: Schönbrunn (WS, 2003) u. a.
- 20 Euro: Rom an der Donau: Virunum (WS, 2010) u. a.
- 25 Euro Niob: Stadt Hall (BS), Semmeringbahn (BS), Fernsehen, Erneuerbare Energie, Evolutuon, Kosmologie, Die Zeit
- 50 Euro Gold: Orden und die Welt (2002), Gerard van Swieten, Theodor Billroth (WS), Clemens von Pirquet (WS)
- 100 Euro Gold: Wiener Secession, Kirche am Steinhof (BS), Wienflussportal, Linke Wienzeile Nr. 38 (BS), Erzherzogshut, Stephanskrone (WS)

50 Jahre Staatsvertrag (2005)
50 Jahre Vertrag von Rom (2007)
10 Jahre Euro-Bargeld (2012)
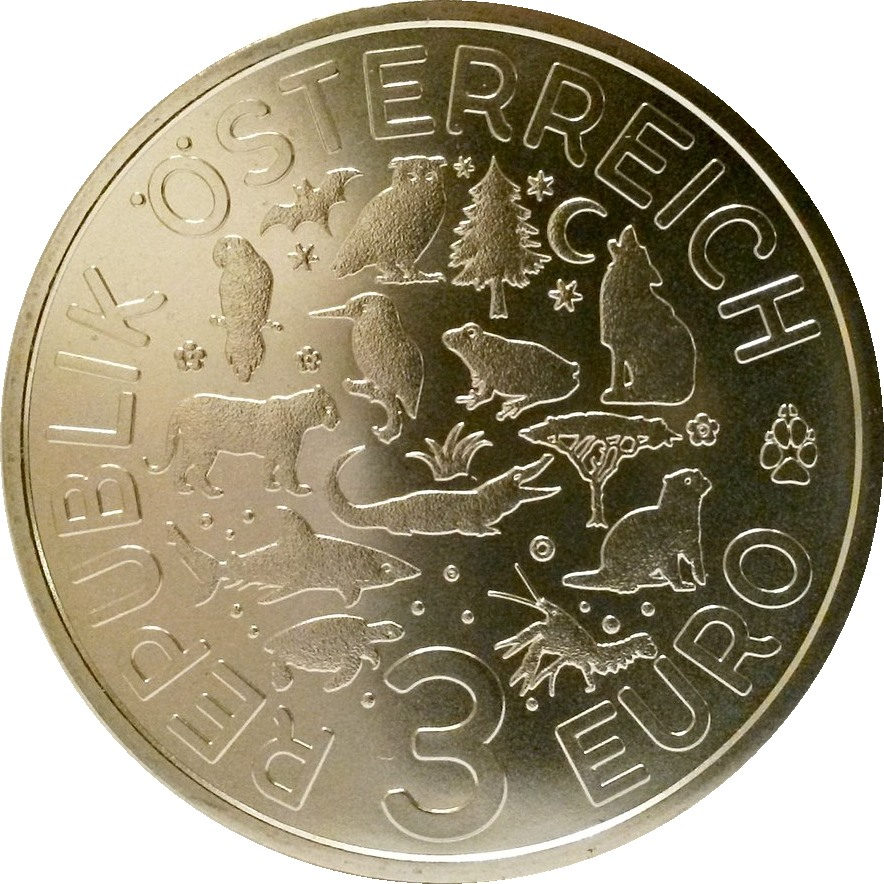
3 Euro Wertseite (2016)
5 Euro Wertseite (2002)
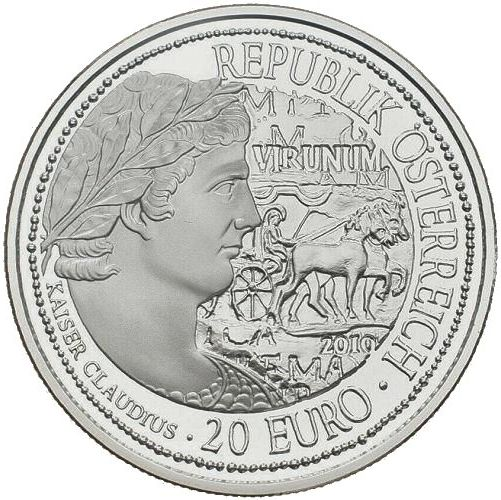
Virunum 20 Euro Silber(2010)
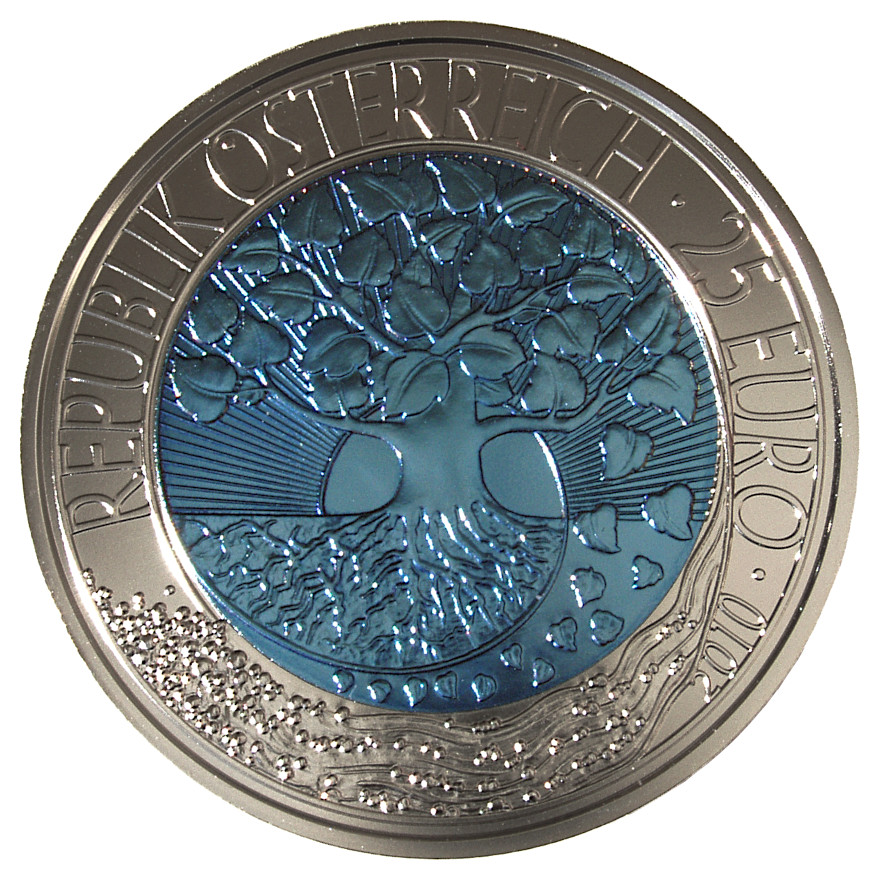
Erneuerbare Energie 25 Euro Niob (2010)
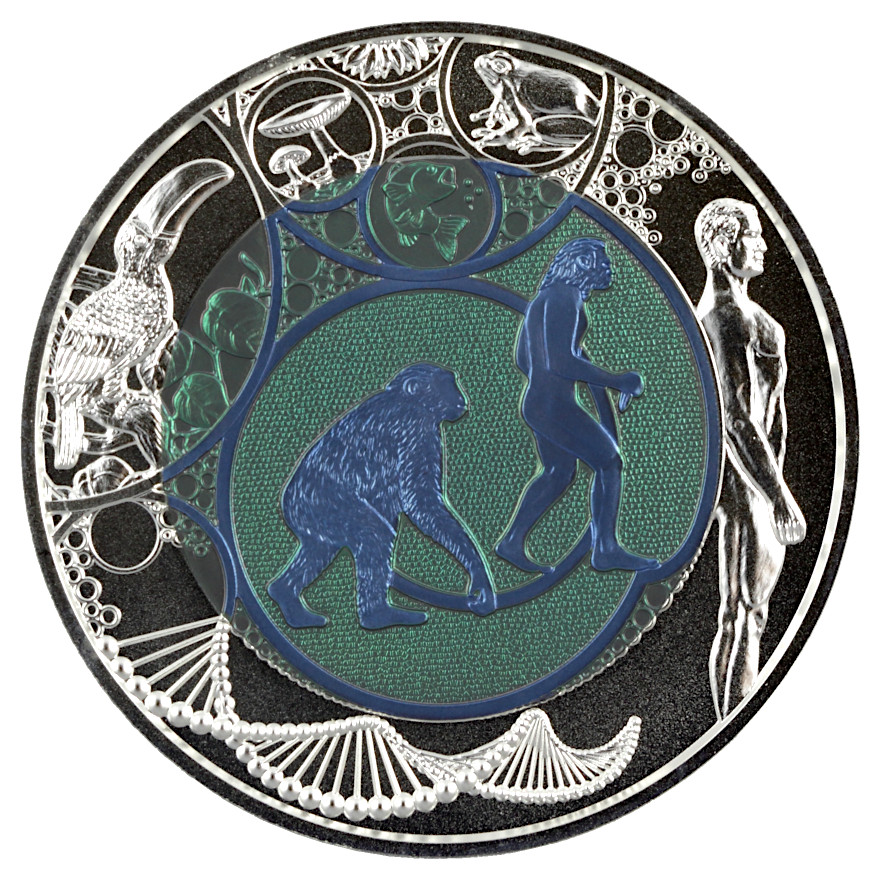
Evolution 25 Euro Niob (2014)
Benedikt u. Scholastika 50 Euro Gold (2002)
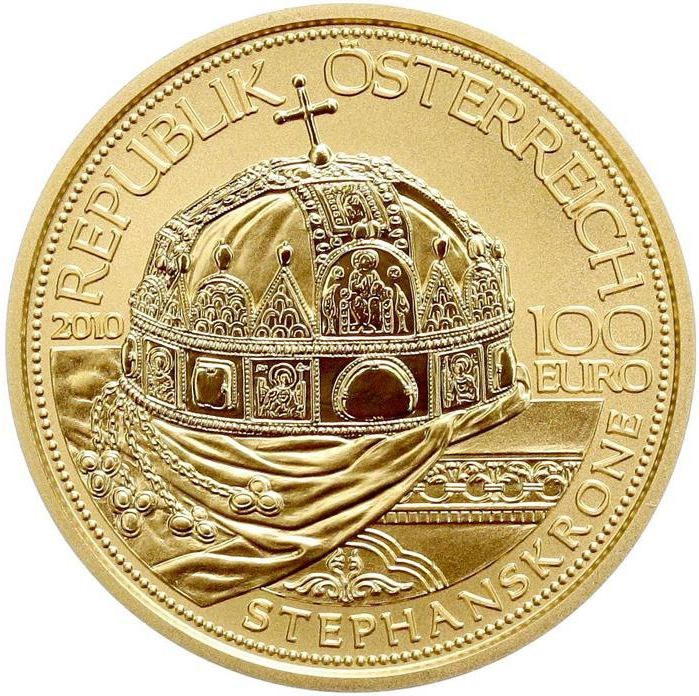
Stephanskrone 100 Euro Gold (2010)

## Wettbewerbe
- 2008: 2. Platz im europaweiten Design-Wettbewerb zur 2-Euro-Gemeinschaftsausgabe „10 Jahre Wirtschafts- und Währungsunion“[5]
- 2011: 1. Platz im europaweiten Design-Wettbewerb zur 2-Euro-Gemeinschaftsausgabe „10 Jahre Euro-Bargeld“[6]